# Постникова, Вера Ивановна
Вера Ивановна Постникова (род. 30 мая 1929 года, Тула, СССР) — советская легкоатлетка и конькобежка, серебряный призёр чемпионата СССР в многоборье. Мастер спорта СССР (1959). Выступала за "Динамо" (Тула).

## Биография
Вера Постникова родилась в семье спортсменов, бывших конькобежцев Ивана Ивановича и Галины Афанасьевны Постниковых. Отец позже руководил Тульским авто-мотоклубом ДОСААФа, а мать тренировала молодых конькобежцев городской спортшколы. Любовь к спорту передалась дочери и уже в раннем детстве, примерно в возрасте 9 лет она занялась конькобежным спортом. Также с детства она занималась и лёгкой атлетикой. В 1949 году Постникова была чемпионкой Тульской области на 100, 200, 400 и 80 метров с барьерами, прыжках в длину и по легкоатлетическому многоборью.
После войны с 1948 года Вера стала участвовать в чемпионатах СССР по конькобежному спорту. В 1951 году стала победительницей зональных соревнований РСФСР, а после участия в студенческих играх в Бухаресте её включили в состав сборной команды СССР. В 1953 году на зимних студенческих играх в Вене Вера Постникова заняла 3-е место в забеге на 3000 метров, а в 1954 году участвовала на чемпионате мира в классическом многоборье в Эстерсунде, где заняла 7-е место. В январе 1955 года в Алма-Ате, на Медео завоевала серебряную медаль чемпионата СССР в сумме многоборья.
В феврале на чемпионате мира в Куопио выиграла малую серебряную медаль в забеге на 1000 метров и поднялась на 5-е место в общем зачёте. Через год заняла 8-е место на чемпионате мира в Кварнсведене. В марте выиграла чемпионат РСФСР. В 1957 году Постникова финишировала на 2-м месте в забеге на 1500 метров на чемпионате мира в Иматре и заняла общее 7-е место в многоборье. Ещё через год стала 9-й на чемпионате СССР и в 1960 году завершила карьеру спортсменки.

## Тренерская карьера
Вера Ивановна Постникова после карьеры спортсмена начала тренерскую деятельность в конькобежном спорте и выпустила не мало успешных спортсменов, в том числе была и Людмила Мохначёва.

## Награды
- Медаль «За трудовое отличие» (27.04.1957) — «за успехи, достигнутые в деле развития массового физкультурного движения в стране, повышения мастерства советских спортсменов, и успешное выступление на международных соревнованиях»[5]